# Amabaan
Amabaan is een bestuurslaag in het regentschap Simeulue van de provincie Atjeh, Indonesië. Amabaan telt 916 inwoners (volkstelling 2010).